# Pinelema qingfengensis
Pinelema qingfengensis es una especie de araña araneomorfa del género Pinelema, familia Telemidae. Fue descrita científicamente por Zhao & Li en 2017.

## Distribución geográfica
Habita en China.